# Emmanuel (livro)
Emmanuel (subtítulo: Dissertações mediúnicas sobre importantes questões que preocupam a humanidade) é um livro escrito pelo médium Chico Xavier, com autoria atribuída ao Espírito Emmanuel, publicada originalmente pela Federação Espírita Brasileira (FEB) em 1938.
Nesta obra, no capítulo "Explicando", o médium "relata o seu primeiro encontro com Emmanuel, seu guia-espiritiual" que, segundo ele, ficara-lhe incógnito por um período de quatro anos, entre 1927 a 1931. Foi a "primeira editada exclusivamente por seu mentor espiritual", ao qual dois anos mais tarde se seguiu uma série de romances históricos que versam sobre a evolução do cristianismo e intitulada "Há dois mil anos".

## Conteúdo
Segundo Simões e Souza, "No texto, o guia de Xavier discorre sobre diversos assuntos, entre eles: as contradições católicas, a ascendência da mensagem de Jesus Cristo, a base religiosa do espiritismo e a formação da mentalidade cristã".
Na sua apresentação o médium declara que percebia a presença de "Emmanuel" quando ainda psicografava o livro "Parnaso de Além-Túmulo", e que "via-lhe os traços fisionômicos de homem idoso, sentindo minha alma envolvida na suavidade de sua presença"; o espírito então se apresentara e, dentre outras palavras, dissera-lhe: "Tenho seguido sempre os teus passos e só hoje me vês, na tua existência de agora, mas os nossos espíritos se encontram unidos pelos laços mais santos da vida e o sentimento afetivo que me impele para teu coração tem suas raízes na noite profunda dos séculos…”

### Sumário
A obra versa sobre os mais variados temas - na verdade, respostas que o espírito Emmanuel oferecia, segundo o seu entendimento, para questionamentos feitos pelos seus indagadores, em geral integrantes dos próprios quadros da FEB.
Com estilo sucinto e muitas vezes duros, os temas abordados encontram opiniões formadas sobre assuntos de filosofia, ciência e religião, tanto aqueles referentes aos assuntos mais genéricos como sobre os acontecimentos contemporâneos à obra.
Cumpre assinalar que, àquele tempo, vivia o mundo uma tenebrosa fase de recidiva beligerante, e ainda forte intolerância religiosa que, no Brasil, implicava perseguições de várias espécies, estando a máquina estatal fortemente influenciada pela Igreja.
O catolicismo assim, é alvo de severas críticas, assinalando as mobilizações dos chamados Congressos Eucarísticos, ocorridos em Buenos Aires e Rio de Janeiro - onde a reação da Igreja era articulada, para fazer frente à crescente propagação de ideias contrárias a sua doutrina.
Noutros aspectos, Emmanuel fala, por exemplo, da Ciência, e seu papel face à realidade espiritual. Num dos pontos da obra, assinala que temas extra-corpóreos e referentes à realidade além-túmulo jamais poderão ser objeto de estudos pelo meio científico humano, por inacessíveis aos instrumentos que esta dispõe. Alerta, ainda, para as tentativas em fazê-lo, sobremodo porque estarão sujeitas ao fracasso.

## Excerto
Um pequeno extrato das palavras contidas em Emmanuel:
A Tarefa dos Guias Espirituais (p. 17 e seg.):
Os guias invisíveis do homem não poderão, de forma alguma, afastar as dificuldades materiais dos seus caminhos evolutivos sobre a face da Terra.
O Espaço está cheio de incógnitas para todos os Espíritos.
Se os encarnados sentem a existência de fluidos imponderáveis que ainda não podem compreender, os desencarnados estão marchando igualmente para a descoberta de outros segredos divinos que lhes preocupam a mente.
(...)
Os homens, portanto, não devem permanecer embevecidos, diante das nossas descrições.
O essencial é meter mãos à obra, aperfeiçoando, cada qual, o seu próprio coração primeiramente, afinando-o com a lição de humildade e de amor do Evangelho, transformando em seguida os seus lares, as suas cidades e os seus países, a fim de que tudo na Terra respire a mesma felicidade e a mesma beleza dos orbes elevados, conforme as nossas narrativas do Infinito.

## Impacto cultural
Em 2018 na cidade de Juiz de Fora foi encenada a peça teatral Emmanuel – A Luz de Chico Xavier, em parte baseada na obra de 1938.